# Jos Jacobs
Jos Jacobs (Vosselaar, 28 de gener de 1953) és un ciclista belga, ja retirat, que fou professional entre 1973 i 1985. Durant la seva carrera esportiva aconseguí més de 50 victòries, destacant una etapa al Tour de França de 1979 i el Campionat nacional de ciclisme en carretera de 1980.

## Palmarès
- 1973
  - 1r a la Volta a Limburg amateur i vencedor de 2 etapes
- 1974
  - 1r al Gran Premi Gran Premi 1r de maig d'Hoboken
  - 1r del Premi d'Heist-op-den-Berg
- 1975
  - 1r al Gran Premi Gran Premi 1r de maig d'Hoboken
  - 1r a l'Omloop van Midden-Brabant
  - 1r a la Copa Sels
- 1976
  - 1r a la Brussel·les-Ingooigem
  - 1r al Gran Premi Gran Premi 1r de maig d'Hoboken
- 1977
  - 1r al Gran Premi Pino Cerami
  - Vencedor d'una etapa als Quatre dies de Dunkerque
- 1978
  - 1r a la Nationale Sluitingsprijs
  - 1r a l'Omloop Hageland-Zuiderkempen
  - Vencedor d'una etapa a l'Étoile des Espoirs
- 1979
  - 1r a la Copa Sels
  - Vencedor de 2 etapes a la Volta a Suïssa
  - Vencedor d'una etapa al Tour de França
  - Vencedor d'una etapa a la Volta a Andalusia
- 1980
  -  Campió de Bèlgica en ruta
- 1981
  - 1r a la Kuurne-Brussel·les-Kuurne
  - 1r a la Rund um den Henninger-Turm
  - Vencedor d'una etapa als Tres dies de La Panne
- 1982
  - 1r a Le Samyn
- 1983
  - Vencedor d'una etapa a la Volta a Andalusia
- 1984
  - 1r a la Fletxa de Haspengouw

### Resultats al Tour de França
- 1979. 45è de la classificació general. Vencedor d'una etapa
- 1980. 60è de la classificació general
- 1981. 84è de la classificació general
- 1982. Abandona (17a etapa)
- 1985. 124è de la classificació general

### Resultats al Giro d'Itàlia
- 1978. No surt (16a etapa)
- 1983. 123è de la classificació general